# Franklin López
Franklin López (ur. 16 sierpnia 1982) – nikaraguański piłkarz występujący na pozycji pomocnika. Zawodnik klubu Real Estelí.

## Kariera klubowa
López karierę rozpoczynał w 2001 roku w zespole Diriangén FC. W 2003 roku odszedł do Parmalatu Managua. Po roku wrócił jednak do Diriangén. W 2006 roku zdobył z nim mistrzostwo Nikaragui. W 2007 roku przeszedł do Realu Estelí. Od tego czasu wywalczył z nim 2 mistrzostwa Nikaragui (2008, 2009), 3 mistrzostwa fazy Clausura (2010, 2011, 2012) oraz mistrzostwo fazy Apertura (2011).

## Kariera reprezentacyjna
W reprezentacji Nikaragui López zadebiutował w 2004 roku. W 2009 roku został powołany do kadry na Złoty Puchar CONCACAF. Zagrał na nim w meczach z Meksykiem (0:2), Gwadelupą (0:2) oraz Panamą (0:4), a Nikaragua zakończyła turniej na fazie grupowej.